# Braxton Bragg
Braxton Bragg (22 tháng 3 năm 1817 – 27 tháng 9 năm 1876) là sĩ quan Quân đội Hoa Kỳ.
Trong Nội chiến Hoa Kỳ, ông nhận chức đại tướng thống lĩnh quân đội Liên minh miền Nam tại Mặt trận miền Tây.